# Хуаннань-Тибетский автономный округ
Хуаннань-Тибетский автономный округ (кит. упр. 黄南藏族自治州, пиньинь Huángnán Zàngzú Zìzhìzhōu, тиб. རྨ་ལྷོ་བོད་རིགས་རང་སྐྱོང་ཁུལ་, Вайли: rma lho bod rigs rang skyong khul) — автономный округ в провинции Цинхай, Китай. Слово «Хуаннань» в переводе с китайского языка означает «к югу от Хуанхэ».

## История
30 сентября 1953 года было принято решение об образовании Хуаннань-Тибетского автономного района (黄南藏族自治区) окружного уровня, которое вступило в силу с 22 декабря 1953 года; на момент создания в него входили уезды Тунжэнь, Джэнца и Дзеког.
В октябре 1954 года был создан Хэнань-Монгольский автономный район (河南蒙族自治区) уездного уровня.
22 мая 1955 года Хуаннань-Тибетский автономный район был переименован в Хуаннань-Тибетский автономный округ.
В июне 1955 года Хэнань-Монгольский автономный район был переименован в Хэнань-Монгольский автономный уезд (河南蒙族自治县).
В январе 1959 года решением Госсовета КНР Хэнань-Монгольский автономный уезд и Сюньхуа-Саларский автономный уезд, ранее напрямую подчинённые правительству провинции Цинхай, были переданы в состав Хуаннань-Тибетского автономного района. В декабре 1962 года Сюньхуа-Саларский автономный уезд был возвращён под непосредственное подчинение правительству провинции Цинхай.
В 1964 году написание названия Хэнань-Монгольского автономного уезда было изменено с 河南蒙族自治县 на 河南蒙古族自治县.
В 1987 году была образована особая единица уездного уровня — Лицзясяский административный комитет (李家峡行委). В 2002 году она была расформирована.
В июне 2020 года уезд Тунжэнь был преобразован в городской уезд.

## Население
Согласно переписи населения 2000 года, в округе проживает 214,6 тыс. чел.
Национальный состав (2000)
| Народ   | Численность | Доля    |
| ------- | ----------- | ------- |
| Тибетцы | 142 360     | 66,32 % |
| Монголы | 29 071      | 13,54 % |
| Хуэйцзу | 16 411      | 7,65 %  |
| Китайцы | 16 194      | 7,54 %  |
| Ту      | 8 445       | 3,93 %  |

## Административно-территориальное деление
Хуаннань-Тибетский автономный округ делится на 1 городской уезд, 2 уезда, 1 автономный уезд:
| Карта                                                      | Карта                              | Карта            | Карта                    | Карта                 | Карта                               | Карта                       | Карта         | Карта            |
| ---------------------------------------------------------- | ---------------------------------- | ---------------- | ------------------------ | --------------------- | ----------------------------------- | --------------------------- | ------------- | ---------------- |
| Тунжэнь Джэнца Дзеког Хэнань-Монгольский · автономный уезд |                                    |                  |                          |                       |                                     |                             |               |                  |
| Статус                                                     | Название                           | Иероглифы        | Пиньинь                  | Тибетский язык        | Вайли                               | Тибетский пиньинь           | Площадь (км²) | Население (2010) |
| Городской уезд                                             | Тунжэнь                            | 同仁市           | Tóngrén shì              | ཐུན་རིན་གྲོང་ཁྱེར།          | thung rin grong khyer               | Tungrin Chongkyêr           | 3465          | 90 000           |
| Уезд                                                       | Джэнца                             | 尖扎县           | Jiānzhā xiàn             | གཅན་ཚ་རྫོང་།            | gcan tsha rdzong                    | Jainca Zong                 | 1712          | 60 000           |
| Уезд                                                       | Дзеког                             | 泽库县           | Zékù xiàn                | རྩེ་ཁོག་རྫོང་།             | rtse khog rdzong                    | Zêkog Zong                  | 6494          | 70 000           |
| Хэнань-Монгольский автономный уезд                         | Хэнань-Монгольский автономный уезд | 河南蒙古族自治县 | Hénán Měnggǔzú Zìzhìxiàn | རྨ་ལྷོ་སོག་རིགས་རང་སྐྱོང་རྫོང་། | rma lho sog rigs rang skyong rdzong | Malho Sogrig Ranggyong Zong | 6250          | 40 000           |